# Абхішек Баччан
Абхішек Баччан (гінді अभिषेक बच्चन, англ. Abhishek Bachchan; нар. 5 лютого 1976, Мумбаї, штат Махараштра) — індійський актор і продюсер. Син індійських акторів Амітабха Баччана і Джаї Баччан, одружений із актрисою і колишньою Міс Світу Айшварією Рай.
Актор дебютував в ролі біженця у фільмі «Знедолені» (2000), але успіху домігся, коли знявся в блокбастері «Байкери».

## Дитинство, навчання
Абхішек Баччан народився 5 лютого 1976 року в родині актора Амітабха Баччана та актриси Джай Баччан. Абхішек — онук відомого індійського поета Харіванша Рая Баччана. Він став другою дитиною в сім'ї, після своєї сестри Швети, яка народилася двома роками раніше.
Родина була задоволена народженням сина. Абхішек був непосидючим малюком, пустощів якого вистачало для десятьох. Це приводило в жах маму, яка постійно слідкувала, щоб він не впав із самого верху конструкції з п'яти стільців або в останній момент запобігти детальному «дослідженню» глибокого колодязя. Таким непосидючим він залишився на все життя. Сподівались, що хлопчика змінить навчання в школі. Так і сталося, але це було пов'язано не з вивченням математики чи читання, а з тим, що дитина захопилася співом. Від батька був успадкований добрий голос, який дав можливість співати у шкільному хорі. Глядацькі оплески стали найбільшою нагородою. Незабаром Абхішек Баччан став грати в шкільних спектаклях, не замислюючись про те, щоб серйозно зайнятися акторською кар'єрою. Футбол, спів, малювання — далеко не повний список його захоплень. Мама згадувала:
|  | «Абхішек з дитинства звик бути самостійним, не любив коли його примушували робити, те, що йому не хочеться, і ми завжди йшли йому назустріч. Хочеш їздити на велосипеді? Вчися. Хочеш вчитися плавати? Вчися» |

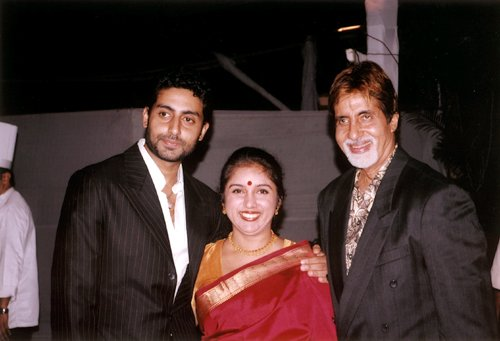
Абхічек Баччан з батьками: Амітабхом Баччаном та Джай Баччан

Навчання закінчив в одній з приватних престижних шкіл Швейцарії. За ці роки змінився, став серйозним і відповідальним. Абхішек багато в чому був схожий на батька, в тому числі пішов в батька і зростом, який перейшов позначку 190 сантиметрів.
Для того щоб продовжити свою освіту Абхішек Баччан приїхав в США і вступив в Бостонський університет на факультет бізнесу та економіки. Однак курс управління бізнесом залишився незакінченим. Несподівано для всіх оточуючих, але тільки не для самого себе, Абхішек залишив навчання на другому курсі і повернувся до Індії. До того моменту в нього вже сформувалося чіткий намір піти по стопах батька і матері і теж стати актором.

## Кар'єра
Коли Абхішек Баччан повідомив про своє рішення батькам, Амітабх і Джая, не сварили сина, що той залишив престижний ВНЗ. Вони підтримали його рішення продовжити акторські традиції родини Баччан. Абхішеку довелось серйозно взятись за вивчення мов хінді і урду, адже за час навчання в коледжі він звик говорити тільки англійською. Старанність Абхішека не пройшло дарма, дуже скоро він опанував мовами, якими писав його дід, індійський поет Харіванша Рая Баччан.
Дебют Абхішека Баччана відбувся в 2000 році. У фільмі «Знедолені» разом з ним дебютувала ще одна зоряна спадкоємиця Карина Капур. Абхішек виконав роль самовідданого хлопця на ім'я Рефьюджі, який, ризикуючи життям, допомагає біженцям переходити Індо-пакистанський кордон. Однак, примхлива публіка стримано поставилась до цього дебюту: фільм мав обмежений успіх в прокаті, а невеликі похвали дісталися красуні Карині. Проте, Абхішек не поринув у відчай, він пам'ятав, що зоряна кар'єра батька спочатку також була невдалою, а навпаки — актор поринув у роботу.
Після прем'єри «Знедолених» юнак отримав досить багато пропозицій. Протягом перших чотирьох років кар'єри Абхішека вийшло тринадцять фільмів з його участю. Це був не простий етап у долі юнака, попри його старанну роботу всі, без винятку картини, провалилися в прокаті.
Цей епізод батько коментував так: «Син ділиться з нами своїми переживаннями, але рішення завжди приймає сам. Він по кілька разів переглядає свої картини, намагаючись зрозуміти свої недоліки, і знайти шлях до їх виправлення.»
Зусилля Абхішека не пропали дарма, і у 2004 році в його кар'єрі відбувся перелом. Це сталося після виходу 14-го фільму з участю актора, який мав назву «На перехресті доль». У ньому знімались талановиті індійські актори: Ешу Деол, Рані Мукхерджі, Аджай Девган, Вівек Оберой, але Абхішек Баччан не залишився в тіні. Найкраще тому підтвердження — премія англ. «Filmfare» за найкращу роль другого плану. Публіка зрозуміла, що клеймо невдахи на нього поставили завчасно. Це визнали й індійські кінокритики. З цього часу удача сприяла кар'єрі молодого актора.
У тому ж 2004 році на екрани вийшов динамічний, з безліччю бійок і погонь фільм «Байкери», який став мега-хітом і підірвав каси індійських кінотеатрів. Абхішек Баччан добре впорався з роллю замкнутого, схибленого на роботі офіцера поліції, який у битві зі злочинністю не зупинявся на півдорозі. Абхішек Баччан скоро став знаменитим, плакати з його фото можна було побачити майже на кожній вулиці, пісні з фільму співала буквально вся Індія, актора почали впізнавати на вулицях, а для хлопчаків він став кумиром. Це було незвично для Абхішека, але це йому подобалось.
У 2005 році Абхішек вперше знявся разом зі своїм батьком у картині «По стопах батьків». За роботу в цьому фільмі Баччан-молодший здобув другу премію англ. «Filmfare». На цьому досвід спільної роботи з батьком не закінчився і на екрані разом вони з'явилися ще в ряді фільмів: «Банті і Баблі» (2005), "Ніколи не говори «Прощай» (2006), «Танцюй, крихітка, танцюй» (2007), «По стопах батька 2: Продовження» (2008).
У 2000 році, тільки закінчивши зніматися в своєму дебютному фільмі, Абхішек Баччан розпочав працювати над наступною стрічкою, романтичної мелодрамою «Кілька слів про любов». Його партнеркою виявилася Айшварья Рай, яка вже тоді мала титул міс Світу. Індійський народ шанував її за красу і порівнював з Єленою Троянською.

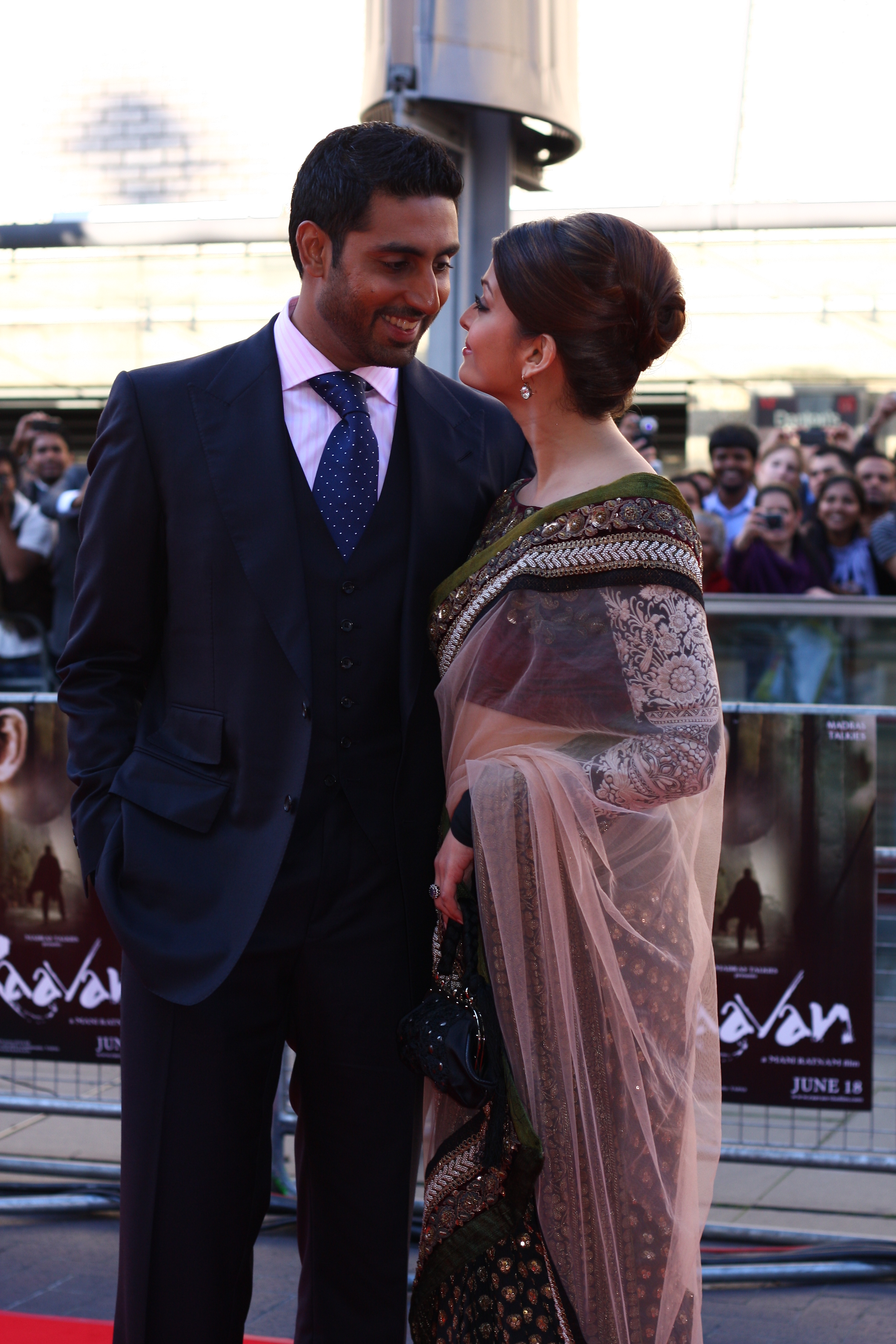
Абхішек Баччан та Айшварія Рай

## Особисте життя
Опинившись на знімальному майданчику, Абхішек і Айшварія дуже швидко знайшли спільну мову, вони мали й багато схожих інтересів. У тих, хто їх бачив, складалося враження, що актори знайомі вже цілу вічність. Проте, тоді їхні відносини не могли бути більшими, ніж дружні, оскільки Абхішек зустрічався з Кариною Капур, а коханим Айшварії був актор Салман Кхан. Тому після закінчення знімання друзі обнялися, побажали один одному успіху, усміхнулися і розлучилися із розбитими серцями. Після цього вони часто зустрічалися на світських аутах, на прем'єрах фільмів, на офіційних церемоніях і дружніх вечірках. І скоро Абхішек зрозумів, що головне заради чого він відвідує той чи інший захід, це можливість побачити Айшварію Рай. 2003 року вони розлучаються зі своїми коханими. Знімання у фільмі «Лід на душі», у якому знімалися разом Абхішек і Айшварія, дали привід величезній кількості пліток і чуток. Молоді люди вже давно ставились спокійно до уваги журналістів і чутки їх засмучували мало.
Першим фільмом 2007 року став «Гуру», в цій картині з Абхішеком знову зіграла талановита Айшварія Рай. На той час пара вже не приховувала свого кохання. Разом з Айшварією Абхішек знявся і в продовженні гучного фільму «Байкер», картина обіцяла бути не менш успішною, ніж перша частина. Після прем'єри фільму Абхішек зробив Айшварії Рай пропозицію руки і серця, красуня погодилася не вагаючись. Вони зіграли весілля 20 квітня 2007 року. Торжество із тисячею запрошених, мало царський розмах. 16 листопада 2011 у пари народилася дочка.

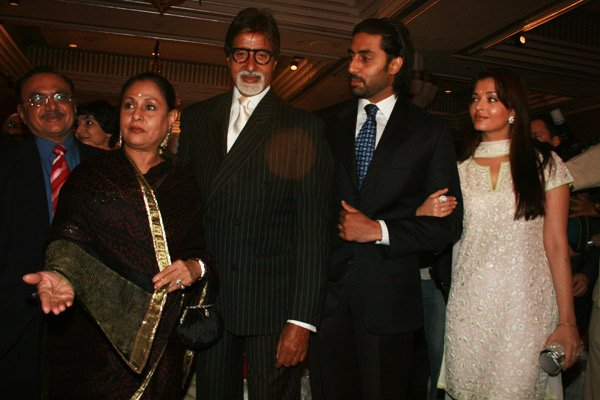
Родина Баччанів

## Уподобання
- Улюблені парфуми: англ. Eternity.
- Улюблена їжа: індійська.
- Улюблений курорт: свій будинок.
- Філософія життя: незалежно від того, що Ви робите, робіть це від серця.
- Слабкість: тварини і птахи.
- Мови: англійська, хінді, французька.
- Що хотів би змінити: свою статуру.
- Роль, в якій би хотіли зіграти: англ. Agnipath.
- Режисер, з яким би хотів би працювати: той який би хотів працювати з ним.
- Улюблені книги: автобіографії, наприклад, книга про Марлона Брандо.
- Актори, якими захоплюється: батько, Манодж Баджпаі, Акшай Кханна, Санджай Датт, Джекі Шрофф, Говінда.
- Актриси: Карина Капур, Кирті Редді і Айшварія Рай

## Нагороди
Filmfare Awards
- 2005 — переможець Filmfare: «Найкращий актор другого плану» нагорода за «Юва»
- 2006 — переможець Filmfare: «Найкращий актор другого плану» нагорода за «Саркар»
- 2007 — переможець Filmfare: «Найкращий актор другого плану» нагорода за «Ніколи не говори „Прощай“»

Абхішек перший актор, який отримав три премії поспіль.
- 2000 — висунутий Filmfare «Найкращий дебют» у справах біженців
- 2003 — висунутий Filmfare «Найкращий актор другого плану» нагороду за «Прем Кі Хун Дівані»
- 2004 — висунутий Filmfare «Найкращий лиходій» за «Юва»
- 2005 — висунутий Filmfare «Найкращий актор» за «Банті і Баблі»
- 2008 — висунутий Filmfare «Найкращий актор» за «Гуру»

Міжнародна індійська кіноакадемія Нагороди (IIFA)
- 2005 — Переможець IIFA «Найкраща чоловіча роль» нагорода за «Юва»
- 2006 — Переможець IIFA «Найкращу чоловіча роль» нагорода за «Саркар»
- 2008 — Переможець IIFA «Найкращий чоловічий стильний образ»
- 2008 — Переможець IIFA «Найкращі чоловічі обов'язки» премія за «Гуру»
- 2000 — висунутий IIFA Awards, «Найкращий Майбутній талант» за «Знедолені»
- 2007 — висунутий IIFA «Найкраща чоловіча роль» нагорода за «Ніколи не говори „Прощай“»
- 2008 — висунутий IIFA «Найкращий актор» за «Гуру»

Нагороди «Зірка екрану»
- 2005 — Лауреат премії «Зірка екрану» «Найкращий актор другого плану» за Юва
- 2006 — Лауреат премії «Зірка екрану» «Найкращий комік» за «Банті і Баблі»
- 2006 — Лауреат премії «Зірка екрану» Джоді № 1 разом з Рані Мукхерджі за «Банті і Баблі»
- 2008 — Лауреат премії «Зірка екрану» Джоді № 1 разом з Джоном Абрахамом для англ. «Dostana»
- 2000 — висунутий на премію «Зірка екрану» «Самий багатообіцяючий новачок» — «Знедолені»
- 2005 — висунутий «Зірка екрану» премія Джоді № 1 разом з Рані Мукхерджі за «Юва»
- 2007 — висунутий на премію «Зірка екрану» «Найкраща чоловічу роль» за «Гуру»
- 2008 — висунутий на премії «Зірка екрану» «Найкраща чоловічу роль» за англ. «Dostana»
- 2008 — висунутий на премію «Зірка екрану» «Найкращий актор другого плану» за англ. «Sarkar Raj»

Zee Cine Awards
- 2005 — Лауреат премії «Zee Cine» «Найкращий актор другого плану» за англ. «Phir Milenge»
- 2006 — Лауреат премії «Zee Cine» Найкращий актор другого плану за «Саркар»
- 2007 — Лауреат премії «Zee Cine» Найкращий актор другого плану за «Ніколи не говори „Прощай“»
- 2000 — висунутий «Zee Cine» на премію «Найкращий чоловічий дебют» за «Знедолені»
- 2004 — висунутий «Zee Cine» премію за найкращу чоловічу роль в негативній ролі за «Юва»
- 2005 — висунутий «Zee Cine» на премію «Найкращий актор-Чоловік» за «Банті і Баблі»

Нагороди Зірка екрану
- 2005 — Лауреат премії «Зірка екрану» «Найкращий актор другого плану» за «Юва»
- 2006 — Лауреат премії «Зірка екрану» «Найкращий комік» за «Банті і Баблі»
- 2006 — Лауреат премії «Зірка екрану» Джоді № 1 разом з Рані Мукхерджі за «Банті і Баблі»
- 2008 — Лауреат премії «Зірка екрану» Джоді № 1 разом з Джоном Абрахамом за англ. Dostana
- 2000 — висунутий на премію «Зірка екрану» «Самий багатообіцяючий новачок» — «Знедолені»
- 2005 — висунутий «Зірка екрану» на премію Джоді № 1 разом з Рані Мукхерджі за «Юва»
- 2007 — висунутий на премію «Зірка екрану» «Найкраща чоловіча» роль за «Гуру»
- 2007 — висунутий на премію «Зірка екрану» Найкраща чоловіча роль за англ. Dostana
- 2008 — висунутий на премію «Зірка екрану» «Найкращий актор другого плану» за англ. Sarkar Raj

Stardust Awards
- 2007 — Переможець Stardust «Найкраща чоловіча роль» нагороду за «Ніколи не говори „Прощай“»
- 2008 — висунутий Stardust Зірка Року Award — «Чоловік» за «Гуру»
- 2009 — висунутий Stardust Зірка Року Award — «Чоловік» за англ. Sarkar Raj і Dostana

Нагороди Боллівуду
- 2005 — Переможець Bollywood Movie Award — «Найкращий лиходій» за «Юва»
- 2006 — Переможець Bollywood Movie Award — «Найкращий актор другого плану» за «Юва»
- 2006 — Переможець Bollywood Movie Award — «Найкращий комік» за «Банті і Баблі»
- 2007 — висунутий Bollywood Movie Award — «Найкращий актор другого плану» за «Ніколи не говори „Прощай“»

Інші нагороди
- 2004 — Переможець Apsara Нагороди: Найкращий актор другого плану за «Юва»
- 2004 — Переможець Sports World Award: Найкраща чоловіча роль другого плану за «Юва»
- 2004 — Переможець Cinegoers Нагороди: Найкращий актор другого плану за «Юва»
- 2004 — Переможець Sansui Award: Найкращий актор другого плану за «Юва»
- 2205 — переможець BBC-Азійська мережа кав'ярень-Film Awards: Найкращий актор другого плану за «Юва»
- 2005 — Переможець Огляд Dhandaulat.com: Проголосували Найкращий актор другого плану за «Юва»
- 2006 — Переможець Глобальний індійськи йфільм Нагорода: «Найкращий актор другого плану» за «Ніколи не говори „Прощай“»
- 2006 — Переможець «Сексуальна людина, азійського походження 2006 року» в щорічному опитуванні, проведеному на азійському тижні «Східні ночі» у Великій Британії.
- 2006 — Переможець «CNN-IBN» Конферансьє Року-2005 за «Банті і Баблі», «Саркар».
- 2007 — Переможець радіо «Sargam Bollywood Awards»: «Найкращий актор другого плану» за «Ніколи не говори „Прощай“»
- 2007 — Переможець «AIFA» Нагорода: «Найкращий актор другого плану» за «Ніколи не говори „Прощай“»
- 2007 — Переможець «Сан» Нагорода: «Найкращий актор другого плану» за «Ніколи не говори „Прощай“»

Нагороди
- 2006 — «Яш Бхараті Саммай», — найвища державна нагорода від уряду штату Уттар-Прадеш

## Фільмографія
- 2013 Байкери 3 / Dhoom 3 … A.C.P. Jai Dixit
- 2012 Chakravyuha
- 2012 Bol Bachchan
- 2012 Гравці / Players … Charlie Masceranhas
- 2011 Гра / Game … Neil Menon
- 2011 Порочне коло / Dum Maaro Dum … ACP Vishnu Kamath
- 2009 Перемогти або померти / Kal Kisne Dekha … Surjya Sen
- 2009 Raavana … Rama
- 2009 Crooked
- 2009 Delhi-6 … Roshan
- 2008 Вірні друзі / Dostana … Sameer / Sam
- 2008 Дрона / Drona … Drona
- 2008 Місія Стамбул / Mission Istaanbul
- 2008 По стопах батька 2: Продовження / Sarkar Raj … Shankar Nagare
- 2007 Вкрадена невинність / Laaga Chunari Mein Daag: Journey of a Woman … Rohan Verma
- 2007 Танцюй, крихіка, танцюй / Jhoom Barabar Jhoom … Rakesh 'Ricky' Thakral
- 2007 Shootout at Lokhandwala … Sub-Inspector Abhishek Mahatre
- 2007 Гуру / Guru … Gurukant K. Desai
- 2007 Помста і закон наших днів / Ram Gopal Varma Ki Aag … Dancer / Singer
- 2006 Братан Мунна 2 / Lage Raho Munna Bhai … Sunny Kkhurana
- 2006 Чужий / Alag: He Is Different …. He Is Alone … … Special Appearance
- 2006 Красуня Лакнау / Umrao Jaan … Nawab Sultan Khan
- 2006 The Namesake
- 2006 Sarkar Sequel
- 2006 Ніколи не говори «Прощай» / Kabhi Alvida Naa Kehna … Rishi Talwar
- 2006 Байкери 2 / Dhoom: 2 … A.C.P. Jai Dixit
- 2005 Ніл і Ніккі / Neal 'N' Nikki … Man in bar
- 2005 По стопах батька / Sarkar … Shankar Nagre
- 2005 Салам Намасте / Salaam Namaste … Doctor
- 2005 З доставкою додому / Home Delivery: Aapko … Ghar Tak … Customer at pizzeria
- 2005 Охоронець / Ek Ajnabee … Bodyguard
- 2005 Година Х / Dus … Shashank Dheer
- 2005 Банті і Бабло / Bunty Aur Babli … Rakesh Trivedi / Bunty
- 2005 Майстер блефу / Bluffmaster! … Roy Kapoor
- 2005 Antar Mahal … Brij Bhushan
- 2004 На перехресті доль / Yuva … Lallan Singh
- 2004 Випадкове знайомство / Run … Siddharth
- 2004 Магія крові / Rakht … Manav, в титрах не вказаний
- 2004 Не все втрачено / Phir Milenge … Advocate Tarun Anand
- 2004 Натхнення танцю / Naach … Abhinav
- 2004 Ти і я / Hum Tum … Sameer
- 2004 Байкери / Dhoom … ACP Jai Dixit
- 2003 Земля / Zameen … ACP Jaideep 'Jai' Rai
- 2003 Радість моя / Mumbai Se Aaya Mera Dost … Kanji
- 2003 Я божеволію від кохання / Main Prem Ki Diwani Hoon … Prem Kumar
- 2003 Лінія контролю / LOC: Kargil … Lt. Vikram Batra, 13 JAK Rifles
- 2003 Лід на душі / Kuch Naa Kaho … Raj
- 2002 Desh … Anjaan
- 2002 Вічні цінності / Shararat … Rahul Khanna
- 2002 Душевна близькість / Om Jai Jagadish … Jagadish Batra
- 2002 Так … і я люблю тебе / Haan Maine Bhi Pyaar Kiya … Shiv Kapoor
- 2001 У світі мрій / Bas Itna Sa Khwaab Hai … Surajchand Shrivastav
- 2000 Магія твоєї любові / Tera Jadoo Chal Gayaa … Kabir Srivastav
- 2000 Декілька слів про любов / Dhaai Akshar Prem Ke … Karan Khanna
- 2000 Знедолені / Refugee